# Creola (Alabama)
Creola – miasto w Stanach Zjednoczonych, w stanie Alabama, w hrabstwie Mobile. W roku 2023 miasto zamieszkiwało 1967 osób, a gęstość zaludnienia wynosiła 49,1 osoby/km².